# 薬師谷村
薬師谷村（やくしだにむら）は、かつて石川県河北郡に存在した村。現在の金沢市北東部、北陸自動車道の金沢森本インターチェンジ周辺にあたる。

## 地理
- 河川 ： 森下川

## 歴史
- 1889年（明治22年）4月1日 - 町村制の施行により、月浦村、下涌波村、涌波村、梨木村、河原市村、薬師村、岩出村、鳴瀬村、不動寺村、堅田村、深谷村、福畠村（ふくばたけむら）、四王寺村（しおうじむら）及び小野村（このむら）の区域をもって、薬師谷村が発足する。
- 1907年（明治40年）8月10日 - 薬師谷村、直江谷村及び小原谷村が合併して、三谷村が発足する。

## 行政

### 村長
| 代数 | 氏名       | 就任年月日                 | 退任年月日                 | 備考 |
| ---- | ---------- | -------------------------- | -------------------------- | ---- |
| 1    | 中島新七   | 1889年（明治22年）5月22日  | 1889年（明治22年）10月2日  |      |
| 2    | 山本長次郎 | 1890年（明治23年）5月7日   | 1894年（明治27年）5月6日   |      |
| 3    | 山本長次郎 | 1894年（明治27年）5月23日  | 1896年（明治29年）3月7日   |      |
| 4    | 大西幸三   | 1896年（明治29年）3月25日  | 1899年（明治32年）11月15日 |      |
| 5    | 岩木邦視   | 1899年（明治32年）12月16日 | 1903年（明治36年）8月26日  |      |
| 6    | 山本長次郎 | 1903年（明治36年）11月14日 | 1907年（明治40年）8月9日   |      |

## 交通

### 道路
現在は旧村域に北陸自動車道の金沢森本インターチェンジ・不動寺パーキングエリアが所在するが、当時は未開通。

### 名所・旧跡・観光スポット・祭事・催事
- 深谷温泉